# Shake the Disease
Shake the Disease è un singolo del gruppo musicale britannico Depeche Mode, pubblicato il 29 aprile 1985 come primo estratto dalla seconda raccolta The Singles 81-85.

## Descrizione
Si tratta di uno dei due inediti realizzati appositamente per il disco. Riguardo al brano, Alan Wilder ha dichiarato:

## Video musicale
Il video è il primo di una trilogia di video musicali del gruppo, diretti da Peter Care (i prossimi saranno It's Called a Heart e Stripped). La scenografia utilizza gli interni di un'abitazione e un particolare effetto ottico che simula la caduta delle figure umane tramite la rotazione della macchina da ripresa: il soggetto è agganciato a un palo motorizzato fissato sul retro della sua giacca; con il movimento del palo il soggetto si muove con esso, la camera li segue con la stessa angolazione dando l'illusione che il soggetto sia fermo e tutto il resto sullo sfondo si muova. Un altro effetto utilizzato da Peter Care prevedeva che la camera fosse fissata al soggetto mediante un'imbragatura rigida per dare l'effetto di movimento dello sfondo su una figura ferma mentre in realtà a muoversi era quest'ultima.
Alcuni spezzoni del video compaiono in Martyr.

## Tracce
Testi e musiche di Martin Lee Gore.
1. Shake the Disease (Single Version) – 4:49
2. Flexible (Single Version) – 3:13

## Classifiche
| Classifica (1985)                 | Posizione massima |
| --------------------------------- | ----------------- |
| Belgio (Fiandre)                  | 25                |
| Finlandia                         | 18                |
| Francia                           | 13                |
| Germania                          | 4                 |
| Irlanda                           | 9                 |
| Italia                            | 25                |
| Paesi Bassi                       | 47                |
| Regno Unito                       | 18                |
| Stati Uniti (dance singles sales) | 33                |
| Svezia                            | 5                 |
| Svizzera                          | 6                 |